# Telmatobius oxycephalus
Telmatobius oxycephalus är en groddjursart som beskrevs av Jehan Vellard 1946. Telmatobius oxycephalus ingår i släktet Telmatobius och familjen Ceratophryidae. IUCN kategoriserar arten globalt som sårbar. Inga underarter finns listade i Catalogue of Life.